# مختبر إجراء التجارب عن بعد

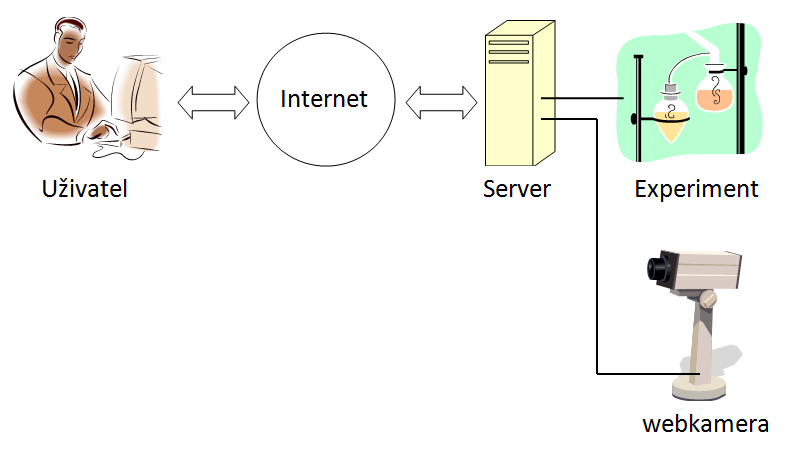

مختبر إجراء التجارب عن بُعد (الذي يُعرف أيضًا باسم المختبر عبر الإنترنت أو طاولة العمل عن بُعد) هو استخدام الاتصالات السلكية واللاسلكية لإجراء تجارب حقيقية (في مقابل الافتراضية) عن بُعد، في موقع مادي لتكنولوجيا التشغيل، في حين يقوم العالم باستخدام التكنولوجيا من موقع جغرافي مستقل.

## الفوائد
فوائد مختبرات إجراء التجارب عن بُعد التي تأتي في الغالب في مجال التعليم الهندسي:
- التغلب على ضيق الوقت، التكيف مع تقدم كل طالب، إذا لم يكن هناك وقتًا كافيًا في المختبر
- التغلب على القيود الجغرافية، بغض النظر عن المكان الفعلي للطالب
- تحقيق وفورات كبيرة، حيث إن المشاركة في المختبارات تتيح المشاركة في التكاليف الثابتة الكبيرة للمباني التقليدية
- تحسين جودة التجربة، في ظل إمكانية تكرارها لإيضاح القياسات المشكوك فيها في المختبر
- تحسين الفاعلية، حيث يمكن للطالب تحسين فاعلية الوقت الذي يقضيه في المختبر لإجراء التجربة
- تحسين السلامة والأمن، حيث لا توجد مخاطر حدوث فشل كارثي

ويصف باحثون من ائتلاف لاب شير (مشاركة المختبرات) المزايا كما يلي:
- زيادة إمكانية الوصول إلى المختبرات بنسبة 4 أضعاف خلال 3 سنوات، حيث إن الاستخدام الحالي للمختبرات أقل من 10%
- تقليل النفقات الثابتة والمتغيرة بنسبة 50% حيث إن ميزانية الكلية تنفق ما بين 15 و40% على البنية التحتية للمختبرات والموظفين أي حوالي 400 مليون دولار سنويًا
- تحسين الأهداف والنتائج التعليمية لتحسين المنظومة التعليمية
- تعزيز مشاركة المعرفة والخبرة والتجربة
- تقليل تكاليف بدء تشغيل المختبرات

وهذا يتيح تحقيق وفورات هائلة في الإنتاج.
وثمة فائدة أخرى يمكن تحقيقها وهي إمكانية دمج هذه التكنولوجيا في نظام موودل،الذي هو على الأرجح نظام إدارة التعلم الأكثر استخدامًا في جميع أنحاء العالم.

## العيوب
تختلف العيوب حسب نوع مختبر إجراء التجارب عن بُعد ومجال الموضوع.
والعيوب العامة مقارنة بالمختبر الفعلي هي كما يلي:
- فقد خبرة استكشاف الأخطاء وتصحيحها.
- فقد خبرة إعداد المعدات.

## التوجه المستقبلي
تتضمن قدرات النظام الحالي:
- حجز الجلسات عبر الإنترنت، واستخدام قاعدة بيانات وواجهة على الإنترنت
- المصادقة على تلبية متطلبات الأمن
- شاشة معممة على سطح المكتب للدردشة، وأيقونات وحد زمني وحد عرض النطاق الترددي
- كاميرا تبث بثًا حيًا من المختبر، تتيح عملية المسح الأفقي والرأسي والإمالة والتكبير والتصغير والإظهار والإخفاء والتنشيط
- وحدة بناء دوائر (للمحاكاة فقط)
- وحدة إنشاء أدوار (للمحاكاة فقط)
- مقياس متعدد رقمي (للمحاكاة فقط)
- مرسمة الذبذبات (للمحاكاة فقط)

## صفحات ذات صلة
- GOLC
- iLabs
- Labshare
- Lila Project
- Engineering education

## وصلات خارجية
- Netlab from the University of South Australia
- Labshare
- Labster
- MIT iCampus iLabs نسخة محفوظة 30 يوليو 2012 على موقع واي باك مشين. from Massachusetts Institute of Technology and wiki
- Remote Labs from the University of Technology Sydney
- Remotely controlled lab from the Palacký University of Olomouc
- iLabs from the University of Queensland
- iSES internet School Experiment System
- LiLa project - Library of Labs
- Online-Lab, Carinthia
- UWA Telerobot نسخة محفوظة 1 يناير 2019 على موقع واي باك مشين.
- WebLab, University of Deusto
- iLough-Lab, University of Loughborough
- Remote Engineering and Virtual Instrumentation
- International Journal of Online Engineering
- Free Open Online Labs
- Remote Operation of Engineering Labs - University of Tennessee at Chattanooga نسخة محفوظة 9 أبريل 2011 على موقع واي باك مشين.
- Remote Internet Lab GymKT (the Grammar-school of J. Vrchlicky), Klatovy
- VISIR (Virtual Instrument Systems In Reality) - Blekinge Institute of Technology
- Remote Experimentation Lab - RExLab Universidade Federal de Santa Catarina - Brasil
- Network of Collaborative Virtual and Remote Labs Spanish Open University
- Moodle EJSApp and Extensions Set for Virtual and Remote Laboratories